# Yrsa Daley-Ward
Yrsa Daley-Ward (nascida em 1989) é uma escritora, modelo e ator da herança das Índias Ocidentais e da África Ocidental que nasceu na Inglaterra. Ela é conhecida por seu livro de estréia, Bone, bem como por sua poesia com palavras faladas e por ser uma "poeta do Instagram". Suas memórias, The Terrible, foram publicadas em 2018, e em 2019 ganharam o Prêmio PEN/Ackerley.

## Vida e carreira
Yrsa Daley-Ward nasceu de mãe jamaicana e pai nigeriano em Chorley, Lancashire, no norte da Inglaterra, onde cresceu com seus avós, que eram devotos adventistas do sétimo dia.
No final da adolescência e no início dos 20 anos, Daley-Ward era modelo, "lutando para pagar seu aluguel em Londres, trabalhando para marcas como Apple, Topshop, Estée Lauder e Nike". Em busca de melhores oportunidades, ela encontrou o dinheiro para uma passagem para a África do Sul, onde morou por três anos, e disse: "O que me atraiu para a África do Sul foi que os modelos se parecem comigo e há muito mais diversidade".
Por volta de seus 20 anos, ela começou a se apresentar e a ser reconhecida por sua poesia na Cidade do Cabo, na África do Sul, enquanto também trabalhava como modelo. Pouco tempo depois de retornar a Londres em 2012, ela foi convidada a voltar à África do Sul para trabalhar ao lado do British Council que encabeçava dois festivais de poesia em Joanesburgo.
Daley-Ward foi então listada como uma das cinco principais escritoras a serem assistidas pela Revista Company.
Daley-Ward é conhecida por seus curtos poemas sobre temas como identidade, raça, saúde mental e feminilidade. Ela também é conhecida por ser vocal em temas de depressão e por seu poema intitulado "Mental Health", publicado em seu livro Bone. Publicado pela primeira vez em 2014 e posteriormente publicado pela Penguin Books em 2017 com poemas adicionais e um ensaio introdutório de Kiese Laymon, Bone foi descrito por Hanif Abdurraqib em The Atlantic como uma "estréia impressionante" que "honestamente escava a vida de um escritor, não apenas apresentando dor, mas também mostrando um indivíduo trabalhando com ela".
Embora agora seja mais conhecida por sua poesia, escrita e falada, antes de lançar Bone em 2014, ela lançou um livro de contos intitulado On Snakes and Other Stories, em 2013.
Daley-Ward usou plataformas de mídia social como Instagram e Twitter para promover seu trabalho e se conectar com seus fãs. Ela também apareceu em uma conferência TEDx Talk com sua palestra Your Stories and You.
Daley-Ward identifica-se como uma mulher jovem, negra, LGBTQ+, que também é ativista e feminista. Em seus escritos, ela é conhecida por discutir abertamente seus relacionamentos com mulheres e até se tornou uma criança-propaganda da comunidade LGBT, mas ela se recusa a fazer de sua sexualidade um grande negócio. Ela insiste que seus poemas são para pessoas de todas as preferências sexuais.
Daley-Ward disse: "Se você tem medo de escrever, é um bom sinal. Suponho que você saiba que está escrevendo a verdade quando está aterrorizado". Em uma entrevista à ELLE, ela fala abertamente sobre seu passado e luta junto com sua própria jornada no desenvolvimento de uma pele mais espessa diante das críticas.
Em junho de 2018, seu novo livro The Terrible foi publicado, um livro de memórias sobre a maioridade que o The Evening Standard chamou de "uma rara combinação de brilho literário, originalidade da voz e uma narrativa que ordena que você continue até chegar à última página", enquanto o revisor do The Sunday Times descreveu Daley-Ward como "um escritor estiloso, além de uma voz incomum". No mesmo mês, Daley-Ward discutiu sua vida no Woman's Hour, da BBC Radio Four e leu seu poema "Poetry". Em 2019, The Terrible ganhou o Prêmio PEN/Ackerley.

## Filmografia
| 2019 | World on Fire (minissérie) | Connie Knight | Série 1 |

## Publicações

### Livros
- On Snakes and Other Stories (3: am Press, 2013, ISBN   978-0957357181)
- Bone (CreateSpace Independent Publishing, 2014; Penguin (Particular Books), 2017, Prefácio de Kiese Laymon, ISBN 978-1846149665)
- The Terrible (Penguin, 2018, ISBN 978-1846149825)

### Poemas
- "Saúde Mental", Osso

## Aparições como ator
- Boxx (2016)
- White Colour Black (2016)
- A Moving Image (2016)
- Der Koch (2014)
- Death Race: Inferno (2013) [vídeo]
- David is Dying (2011)

Também apareceu em:
- Kidnap and Ransom (2012)
- Shameless (2009)
- Drop Dead Gorgeous (2007)[2]